# Dalai repülőtér
A Dalai repülőtér (IATA: BLE, ICAO: ESSD) Svédország egyik nemzetközi repülőtere, amely Borlänge község közelében található. Éves utasforgalma 11 027 fő (2022).

## Futópályák
A repülőtér futópályái:
- 14/32 (2310 m, 45 m, aszfalt)

## Forgalom
Az utasforgalom az elmúlt években az alábbi módon változott:
| Utasok száma | 31 997 | 33 841 | 33 888 | 36 375 | 38 950 | 34 232 | 26 847 | 26 421 | 4794 | 11 027 |
|              | 2005   | 2007   | 2009   | 2011   | 2013   | 2014   | 2016   | 2018   | 2020 | 2022   |